# Гусельниково (Новосибирская область)
Гусельниково — село в Искитимском районе Новосибирской области. Административный центр Гусельниковского сельсовета.

## География
Площадь села — 173 гектара

## Население
| 2002 | 2007  | 2010 |
| ---- | ----- | ---- |
| 890  | ↗1005 | ↘864 |

## Инфраструктура
В селе по данным на 2007 год функционируют 1 учреждение здравоохранения, 1 образовательное учреждение.